# Lindormen-klassen
Lindormen-klassen er en klasse af mindre kabelminelæggere, der gjorde tjeneste i Søværnet. Skibene kunne lægge et såkaldt kabelkontrolleret minefelt. Kabelkontrollerede minefelter kræver udover miner også specialister og kabellast om bord. Alle miner har ledninger, der splejses sammen i kontrolbokse, som typisk sættes i land, hvorefter minefeltet kan aktiveres/deaktiveres efter behov. Kontrolstationen kan være placeret i et hus eller anden position i land eller i et mindre fartøj til søs.
Begge minelæggere blev i forbindelse med forsvarsforliget i 2004 udfaset. Lindormen-klassen var dermed de sidste egentlige minelæggere i det danske søværn. Klassen var oprindeligt bevæbnet med 3 stk. 20 mm kanoner som blev udskiftet med 3 FIM-92 Stinger batterier i 1997.
N43 Lindormen blev overdraget til den estiske flåde den 12. april 2006, hvor den fik navnet A432 Tasuja.
Lindormen er det mest, anvende navn i den danske flåde ca. 17 skibe har haft dette navn, i form af Lindormen eller Ormen. Navnet hentyder til "Midgårsormen" Det første skib, man kender med dette navn
er langskibet "Ormen Hin Lange" ca. 1002.
N 43 Lindormen var Adopteret af Aabenraa den. 18. august 1978.
N 44 Lossen var Adopteret af Sønderborg den. 18. august 1978.     
| Pnt. | Navn      | Kølen lagt      | Søsat             | Indgået       | Navngivet af                          | Skæbne                                                                                | Kaldesignal |
| ---- | --------- | --------------- | ----------------- | ------------- | ------------------------------------- | ------------------------------------------------------------------------------------- | ----------- |
| N43  | Lindormen | 2. februar 1977 | 7. juni 1977      | 14. juni 1978 | H.K.H Arveprinsesse Caroline Mathilde | Udfaset 22. oktober 2004, overdraget til Estland den 12. april 2006 med navnet Tasuja | OVKH        |
| N44  | Lossen    | 9. juni 1977    | 9. september 1977 | 24. juni 1978 | H.K.H Prinsesse Bekedikte             | Udfaset 22. oktober 2004                                                              | OVKI        |